# Valleraugue
Valleraugue – miejscowość i dawna gmina we Francji, w regionie Oksytania, w departamencie Gard. W 2013 roku populacja ówczesnej gminy wynosiła 1063 mieszkańców. 
W dniu 1 stycznia 2019 roku z połączenia dwóch ówczesnych gmin – Notre-Dame-de-la-Rouvière oraz Valleraugue – powstała nowa gmina Val-d'Aigoual. Siedzibą gminy została miejscowość Valleraugue. 